# BF2C
寇蒂斯Model 67（美國海軍編號BF2C-1蒼鷹）與寇蒂斯Model 68 Hawk III為美國柯蒂斯-萊特公司於1930年代為美國海軍開發的雙翼機。雖然在美國海軍的評價並不高，但是這款寇蒂斯鷹系列在外銷上獲得一定成績，並在其他國家的天空獲得了不少戰果。

## 設計與開發
寇蒂斯公司和美国海军認為寇蒂斯F11C-2战斗机的设计有潛力尚未開發，因此要求寇蒂斯開發一款使用可收放式起落架的F-11C。新飛機保留了鷹系列经典的克拉克Y翼型以及F11C-2之木質主翼，並安裝了手搖式可收放起落架，起落架的設計來自来自格鲁曼的XFF-1的手搖式起落架，新飛機称为XF11C-3（寇蒂斯內部編號Model 67），並於1933年5月交付美國海軍進行測試。
XF11C-3採用與C-2相同出力但不同型號的懷特R-1820-80發動機，出力700匹馬力（522千瓦），改良結果XF-11C-3時速比舊型F-11-C2快了27.5公里（17英里）。但是增加的飛機空重（200公斤）抵銷了可收式起落架所彌補的氣流阻力，因此在飛機操作性上並沒有比舊型機好去哪，為了改善重量問題美國海軍測試時XF11C-3將木製主翼更換為金屬結構主翼，並採用NACA2212型機翼。改良版的XF11C-3變更代號為XBF2C-1（寇蒂斯內部編號Model 67A）以符合美國海軍的戰鬥轟炸機編號要求。

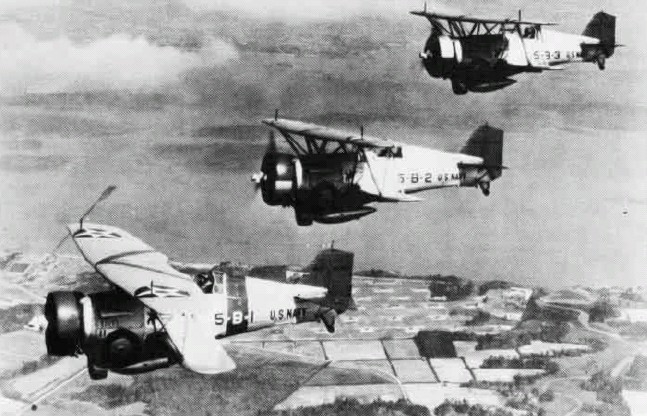
美國海軍遊騎兵號航空母艦的BF2C-1戰鬥機

在變更要求後，美國海軍下了27架BF2C-1訂單，飛機擁有機背如鯨魚般線條的機身，無座艙罩式單座駕駛艙，金屬框架製下翼，武裝為2挺白朗寧M1919中型機槍以及3具總共可掛500磅外載的派龍架。這批戰鬥轟炸機於1934年10月交貨並配發在第五飛行轟炸中隊（VB-5，隸屬於遊騎兵號航空母艦），但是只使用了幾個月就因為起落架的操作問題和飛行時翼樑會震動，因此撤離航艦退役。這架飛機的失敗也使得寇蒂斯蒼鷹系列機型成為寇蒂斯飛機公司最後一款為美國海軍製造的戰鬥機，但是部分在當時是十分先進的設計思想被後來其它的美國海軍航空隊軍機採用。

## 霍克III戰鬥機
在美國海軍版本失敗後，寇蒂斯以同樣機型繼續進行外銷型修改，修改版稱「Model 68」或「Hawk III」（中文音譯為「霍克III」），與美國海軍版本不同的是取消著艦鈎和換回以往寇蒂斯系列的木製克拉克Y平底型機翼、發動機更換為R-1820-F53、更換機槍強化火力、Model 68C之後更換三葉螺旋槳減輕發動機震動問題，Model 79 Hawk IV引擎更換為R-1820-F56、並加裝封閉式座艙讓飛機速度進一步提升，武裝方面把機頭左側機槍換為M2重機槍以強化火力，這些外銷型獲得部分國家青睞，因為外銷型把原先的震動問題解決了。
在1935年上半年，泰国以63,900泰铢/架的价格购买了24架霍克III型战斗机，同时也购买了生产许可证，前12架于8月份运抵泰国，其它12架在1935年末运达，这些飞机被命名为10型战斗机，自1937年至1939年，共有50架霍克III型飞机在當地制造，此类飞机一直服役到1949年，在泰國作為教練機的Hawk-III甚至使用到1949年之後才告退役，其中一架机身（KH-10）目前保存在皇家泰国空军博物馆。

## 中國戰場的實戰

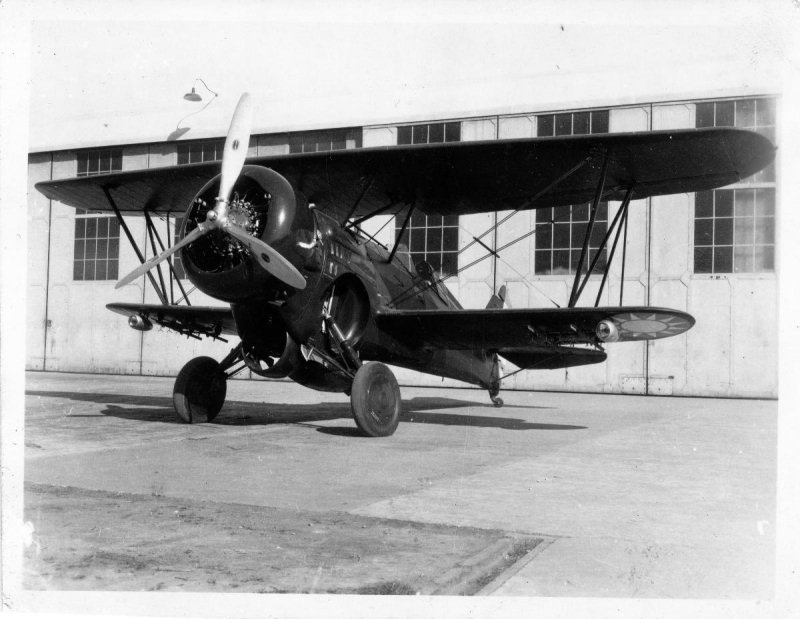
BF2C/霍克三是抗戰初期中國空軍的主力戰鬥機

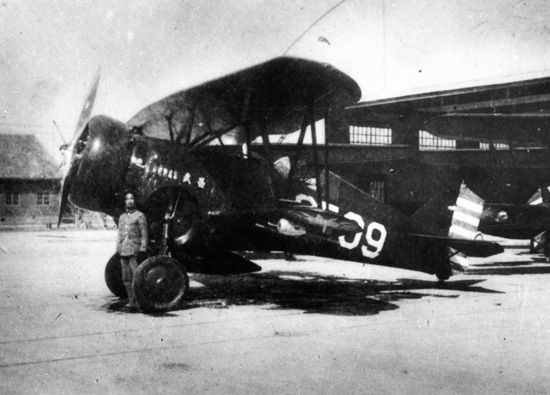
BF2C/Model 68/抗戰初期中國空軍的霍克三-武昌號

中華民國空軍的Model 68C Hawk-III（中國稱其為新霍克或霍克三）在抗日戰爭時與日本帝國海軍航空隊以及陸軍航空隊多次交手獲得部分戰绩，初期空軍的空戰王牌如劉粹剛、高志航等人皆是以此型飛機取得豐碩戰果，當時空軍戰鬥機中服役數量最多者為霍克三，雖然國民政府總共向美國採購了102架Hawk-III。但這批訂單在1936年敲定，因此在1937年時只有4、5大隊與3大隊第七中隊完成換裝，以1中隊滿編9機標準，在1937年7月中日衝突升溫之際，空軍僅有不到70架的Hawk-III可供運用。霍克三也是中國第一種採用M2重機槍這類重型火力的戰鬥機，而由於其使用的重機槍子彈價錢較貴，故在平時作空中射擊訓練時祇會用機頭另一邊的M1919機槍，由於抗戰初期中國空軍的轟炸機數量不足而霍克三也可以掛上250公斤炸彈，故也作為攻擊機使用；不過這批戰機一方面耗損甚鉅、且難以與日軍新型戰機匹敵，二方面中國在寇蒂斯廠推薦下採購新型的HAWK-75系列，加上向蘇聯採購的戰機。Hawk-III在1938年後逐漸退出前線，到1940年時只剩4大隊隸屬之22中隊以9架霍克三擔任重慶的夜間攔截戰備，剩下的僅提供訓練單位使用。

### 淞滬會戰
1937年7月7日中日戰爭爆發，同年8月中日兩國在上海增兵，8月13日淞滬會戰也在上海開打，但由於當日上海天氣不佳故雙方都無派飛機參戰，8月14日，中國空軍派出8架霍克三掛上炸彈去長江，其中一艘日軍驅逐艦被梁鴻雲駕駛的霍克三炸中艦尾並隨即傾斜40度，下午2時，中國空軍的霍克三再次出擊，梁鴻雲向駐上海日本海軍陸戰隊司令部準備投彈之際突然被一架日軍九五式水上偵察機擊落，梁鴻雲成為中國空軍在抗戰中第一個陣亡的戰鬥機飛行員，下午4時，正當一架日軍九五式水上偵察機攻擊兩架A-16俯衝轟炸機時，一架由周廷芳駕駛的霍克三趕到並擊傷了此架九五式。
同日下午，中國空軍第4大隊的27架霍克三由高志航隊長率領之下由筧橋機場起飛，截擊從台灣松山機場起飛的日軍鹿屋航空隊的18架九六式陸上攻擊機，先開紀錄的是高志航隊長，他首先用機槍打死九六式的防衛機槍手，然後瞄準其發動機開火，7.62毫米口徑子彈和12.7毫米口徑子彈把此架九六式打至空中爆炸，另一方面，李桂丹、柳哲生和王文驊三人合力圍攻一架九六式而把其擊落，之後高志航又對著一架落單的九六式把機上全部子彈射光，另外分隊長鄭少愚又在錢塘江上空把一架九六式打成重傷，此機最後墜毀於基隆外海，此戰日機被擊落6架而中國空軍無一損失，其餘的九六式也胡亂投彈後回航而且滿身都是子彈孔，日機弄得傷痕累累而中國的地面損失衹是一輛油罐車。
8月15日凌晨4時，16架八九式艦上攻擊機、16架九四式俯衝轟炸機和13九六式艦上攻擊機從加賀號航空母艦上起飛，其中八九式機隊在杭州筧橋附近突然被由張光明（一說董明德）率領的霍克三機隊攻擊，空戰結果是9架八九式被擊落而高志航的右手臂被大日本帝國海軍航空隊的九二式防衛機槍射傷。
8月16日，6架霍克三從南京大校場機場起去吳淞轟炸日軍運輸船隊，8月17日，一架編號為2503的霍克三在轟炸羅店日軍時被防空炮火擊落，之後大批日軍士兵包圍此架飛機殘骸，飛行員閻海文用自衛手槍打死3個日軍士兵後用最後一發子彈自殺，但崇尚武士道精神的日軍把他埋葬後為他寫上「支那空軍勇士之墓」，其手槍和飛行制服被送回日本展覽。
8月21日晚上，日軍木更津航空隊的6架九六式陸上攻擊機被分成2隊出擊去轟炸揚州，其中第2分隊在對揚州機場投完炸彈後被由劉粹剛和董明德駕駛的霍克三各擊落一架九六式，之後第1分隊也來去揚州機場上空，董明德又擊落了一架九六式並追著乘坐著大西瀧治郎的九六式打，但由於董明德的霍克三發動機故障而讓其逃脫到濟州島，此戰中國空軍擊落3架傷1架。
8月22日，日軍緊急把新銳的九六式戰鬥機投入戰鬥，9月4日，在上海上空日軍九六式戰鬥機擊落2架和擊傷1架霍克三，這時候已是大隊長的高志航建議把霍克三所有用於俯衝轟炸的設備（包括：炸彈掛架和落地燈）拆除，令霍克三由俯衝轟炸機兼戰鬥機變成一種專門的戰鬥機，最快速度因此增加了10公里/小時，9月7日，在太湖附近，3架九六式對7架霍克三，此戰劉粹剛的霍克三擊落了一架九六式和一架九五艦戰。

### 南京保衛戰
1937年9月19日，日軍發動對南京的大轟炸，18架九六式俯衝轟炸機在12架九五式水上偵察機護航下直撲南京，但這次日軍其實是想把中國空軍主力引出來再以尾隨的12架九六式戰鬥機消滅，中國空軍的霍克三和波音281上前迎敵，此戰日軍宣稱擊落27架中國戰機（中方自己的損失報告不詳），9月22日，日軍16架九六式俯衝轟炸機在5架九六式戰鬥機護航之下進犯南京，康復後的高志航和劉粹剛等21架霍克三起飛迎敵，此戰日軍3架九六式俯衝轟炸機被擊落和2架九六式戰鬥機被擊傷，中方5架霍克三受傷，國軍小勝，9月26日，日本海軍第13航空隊第2中隊隊長山下七郎被一架由羅英德（一說高志航）駕駛的霍克三擊落，山下七郎成為國軍俘虜。
1937年12月26日，劉粹剛為了支援山西前線而駕駛霍克三飛往太原，但在夜晚因能見度不佳而撞上在高平縣城的魁星樓，機毀人亡。

### 之後的戰事
南京保衛戰之後，在前線和日軍作戰的戰鬥機已漸換成蘇製I-15和I-16，霍克三改為用於大後方的飛行訓練，1938年9月28日，日軍派出9架轟炸機首次轟炸昆明，空軍教官周廷芳和姚傑駕駛霍克三擊落了3架日機，之後由於日機經常進行夜間轟炸，在夜戰當中要長時間巡邏但I-15和I-16卻航程不足，霍克三卻有副油箱而航程較遠，故在1940年6月，空軍第4大隊22中隊又使用了9架霍克三於夜戰當中，之後又交給18中隊至該年9月，之後霍克三就在中國空軍當中退役。

## 使用國家
- 美国

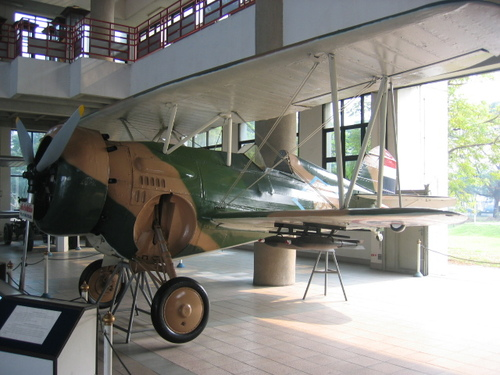
保存在皇家泰國空軍博物館的鷹III型

美國海軍採用27架BF2C-1（Model 67A）
- 土耳其

土耳其空軍於1935年4月購買1架Model 68B Hawk III
- 泰國

泰國皇家空軍於1935年8月至1936年4月以每架63900泰銖的代價購買了24架Model 68B鷹III型，並持續使用到1949年退役。目前在泰國皇家空軍博物館內保留一架實機（KH-10）展示
- 中華民國

中華民國空軍於1936年與寇蒂斯訂購了102架外銷型Model 68C，國內將這種戰機稱為新霍克或霍克三。這批飛機於1936年3月19日至1938年陸續交貨，其中12架由原廠輸出，其餘90架以零組件方式交付中央飛機製造廠以及韶關飛機製造廠組裝，最後一架組裝完成交付空軍的時間為1940年。
- 阿根廷

阿根廷空軍於1936年5月購買了10架Model 68C Hawk III，同年7月購買1架Model 79 Hawk IV

## 性能諸元（BF2C-1）
参考资料：
基本信息
- 机组：單座

性能
武器

機頭右側1挺7.62公厘白朗寧M1919中型機槍和機頭左側1挺12.7公厘白朗寧M2重機槍、500磅（227公斤）外載，可攜帶炸彈或副油箱

## 外部連結
- Images（页面存档备份，存于）
- Avia Russia Virtual Aircraft Museum
- Silhouette of the plane（页面存档备份，存于）
- 第二次淞滬戰爭我國參戰之霍克二式及三式戰機